# Aeroportul Reid-Hillview
Aeroportul Reid-Hillview (IATA: RHV, ICAO: KRHV, FAA LID: RHV) este un aeroport din San Jose, California, Comitatul Santa Clara, California, Statele Unite ale Americii. A fost numit după Amelia Reid⁠(d).
Situat la o altitudine de 41 m, aeroportul dispune de 2 piste. Este operat de Santa Clara County Airport Operations Division⁠(d).

## Infrastructură

### Piste
Aeroportul dispune de 2 piste. Pista 13L/31R are suprafața de asfalt și dimensiunile 3.100 picioare × 75 picioare. Pista 13R/31L are suprafața de asfalt și dimensiunile 3.099 picioare × 75 picioare. 